# Atypophthalmus (Atypophthalmus) mahensis
Atypophthalmus (Atypophthalmus) mahensis is een tweevleugelige uit de familie steltmuggen (Limoniidae). De soort komt voor in het Afrotropisch gebied.